# Kanton Avignon-Ouest
Kanton Avignon-Ouest is een voormalig kanton van het Franse departement Vaucluse. Kanton Avignon-Ouest maakte deel uit van het arrondissement Avignon en telde 23 118 inwoners in 1999. Het werd opgeheven bij decreet van 25 februari 2014, met uitwerking op 22 maart 2015.

## Gemeenten
Het kanton Avignon-Ouest omvatte de volgende gemeenten:
- Avignon (deels)